# Jón Stefánsson
Jón Stefánsson, född 1881 i Sauðárkrókur, Island, död 1962, var Islands första moderna landskapsmålare och en av grundarna av modern konst på Island.

## Biografi
Stefánsson började som student att studerade till ingenjör i Köpenhamn, innan han 1903 gick över till konst. Han studerade vid Teknisk Selekb Skole och Kristian Zahrtmanns skola innan han träffade Jean Heiberg i Norge 1908. Tillsammans med Henrik Sørensen och Gösta Sandels åkte de till Paris för att studera för Matisse 1908-12, men vistades åter i Köpenhamn 1913-24.
Stefánsson som i sin konst tagit starka intryck av Cézanne, var en betydande porträttmålare. Även hans mäktiga isländska landskap ger uttryck för en romantisk känsla för de monumentala formerna i naturen. 
År 1919 visades Stefánsson verk i Kunstnernes Efterårsudstilling i Den Frie Udstilling i Köpenhamn.
Islands Nationalmuseum har en stor samling av Stefánsson arbeten.

## Privatliv
Jón fick tillsammans med fotografen Sigríður Zoëga, dotter till isländska språkvetaren Geir T. Zoëga, en dotter som Sigríður uppfostrade själv.